# إغا (ميه)
مدينة إغا (بالإنجليزية: Iga)‏ هي أحد المدن التابعة لمحافظة ميه. تأسست رسميًا في 01/11/2004. ويقدر عدد سكانها بـ 99662 نسمة حسب تقدير مكتب الإحصاء الياباني لعام 2012. تبلغ مساحة إغا 558.17 كم2. بكثافة سكانية تبلغ 179 نسمة/كم2.

## المناخ
يظهر الجدول التالي التغييرات المناخية على مدار السنة لإغا:
| البيانات المناخية لـإغا                   | البيانات المناخية لـإغا | البيانات المناخية لـإغا | البيانات المناخية لـإغا | البيانات المناخية لـإغا | البيانات المناخية لـإغا | البيانات المناخية لـإغا | البيانات المناخية لـإغا | البيانات المناخية لـإغا | البيانات المناخية لـإغا | البيانات المناخية لـإغا | البيانات المناخية لـإغا | البيانات المناخية لـإغا | البيانات المناخية لـإغا |
| الشهر                                     | يناير                   | فبراير                  | مارس                    | أبريل                   | مايو                    | يونيو                   | يوليو                   | أغسطس                   | سبتمبر                  | أكتوبر                  | نوفمبر                  | ديسمبر                  | المعدل السنوي           |
| ----------------------------------------- | ----------------------- | ----------------------- | ----------------------- | ----------------------- | ----------------------- | ----------------------- | ----------------------- | ----------------------- | ----------------------- | ----------------------- | ----------------------- | ----------------------- | ----------------------- |
| الدرجة القصوى °م (°ف)                     | 17.8 (64.0)             | 22.1 (71.8)             | 25.7 (78.3)             | 30.2 (86.4)             | 33.5 (92.3)             | 35.7 (96.3)             | 38.0 (100.4)            | 38.8 (101.8)            | 36.1 (97.0)             | 31.4 (88.5)             | 26.3 (79.3)             | 20.2 (68.4)             | 38.8 (101.8)            |
| متوسط درجة الحرارة الكبرى °م (°ف)         | 8.1 (46.6)              | 8.6 (47.5)              | 12.7 (54.9)             | 18.9 (66.0)             | 23.4 (74.1)             | 26.6 (79.9)             | 30.5 (86.9)             | 31.9 (89.4)             | 27.7 (81.9)             | 21.7 (71.1)             | 16.2 (61.2)             | 10.9 (51.6)             | 19.8 (67.6)             |
| المتوسط اليومي °م (°ف)                    | 3.2 (37.8)              | 3.6 (38.5)              | 6.8 (44.2)              | 12.5 (54.5)             | 17.4 (63.3)             | 21.4 (70.5)             | 25.3 (77.5)             | 26.2 (79.2)             | 22.4 (72.3)             | 16.1 (61.0)             | 10.2 (50.4)             | 5.3 (41.5)              | 14.2 (57.6)             |
| متوسط درجة الحرارة الصغرى °م (°ف)         | −1.0 (30.2)             | −0.9 (30.4)             | 1.6 (34.9)              | 6.5 (43.7)              | 11.9 (53.4)             | 17.1 (62.8)             | 21.3 (70.3)             | 22.0 (71.6)             | 18.3 (64.9)             | 11.3 (52.3)             | 5.2 (41.4)              | 0.6 (33.1)              | 9.5 (49.1)              |
| أدنى درجة حرارة °م (°ف)                   | −9.6 (14.7)             | −9.6 (14.7)             | −7.8 (18.0)             | −4.8 (23.4)             | −0.8 (30.6)             | 5.6 (42.1)              | 11.3 (52.3)             | 11.1 (52.0)             | 5.1 (41.2)              | −1.0 (30.2)             | −5.0 (23.0)             | −9.5 (14.9)             | −9.6 (14.7)             |
| الهطول مم (إنش)                           | 46.6 (1.83)             | 59.2 (2.33)             | 100.8 (3.97)            | 99.9 (3.93)             | 143.8 (5.66)            | 195.4 (7.69)            | 190.5 (7.50)            | 127.7 (5.03)            | 170.9 (6.73)            | 114.6 (4.51)            | 71.9 (2.83)             | 42.6 (1.68)             | 1٬363٫9 (53.69)         |
| متوسط أيام هطول الأمطار (≥ 1.0 mm)        | 6.5                     | 7.3                     | 10.7                    | 9.2                     | 10.1                    | 12.1                    | 11.9                    | 8.5                     | 10.2                    | 8.8                     | 6.9                     | 6.3                     | 108.5                   |
| ساعات سطوع الشمس الشهرية                  | 123.5                   | 117.2                   | 143.9                   | 171.0                   | 175.6                   | 135.1                   | 152.7                   | 188.8                   | 136.7                   | 143.9                   | 132.6                   | 135.9                   | 1٬756٫9                 |
| المصدر #1: وكالة الأرصاد الجوية اليابانية |                         |                         |                         |                         |                         |                         |                         |                         |                         |                         |                         |                         |                         |
| المصدر #2: Japan Meteorological Agency    |                         |                         |                         |                         |                         |                         |                         |                         |                         |                         |                         |                         |                         |

## أعلام
- جيرو كاواساكي
- يوكا ميازاكي
- هيروشي أوهاشي
- هاكارو هاشيموتو
- كوجي نيشيمورا